# Dalbyover-stenen
Dalbyover-stenen er en runesten, som blev fundet i kirkegårdsdiget ved Dalbyover Kirke i 1882. Da den blev udtaget, blev det opdaget, at den var blevet kløvet. Stenen har været opstillet på hovedet i våbenhuset, men blev i 1989 vendt og nedsat i gulvet. Et hjørne af stenens top mangler stadig.

## Indskrift
| Translitteration | tufi : kitu : sun : sati : ...i : filaka : sin : fustra : þurknus     |
| Transskription   | Tōfi Geddu sun satti ..., fēlaga sinn, fōstra Þōrgnȳs.                |
| Oversættelse     | Tue, Geddes (eller Kættes) søn satte … sin fælle, Thorgnys fostersøn. |

Indskriften er ordnet i konturordning og begynder i stenens nederste venstre hjørne. Teksten afsluttes med et bånd, der går op midt på stenen. 